# Chiesa di Sant'Antonio Abate (Valmadrera)
La chiesa di Sant'Antonio Abate è la parrocchiale di Valmadrera, in provincia di Lecco e arcidiocesi di Milano; fa parte del decanato di Lecco.

## Storia
Originariamente il ruolo di chiesa curata era ricoperto dalla chiesa di San Martino al Monte, menzionata già nel duecentesco Liber Notitiae Sanctorum Mediolani di Goffredo da Bussero come dipendente dalla pieve di Garlate.

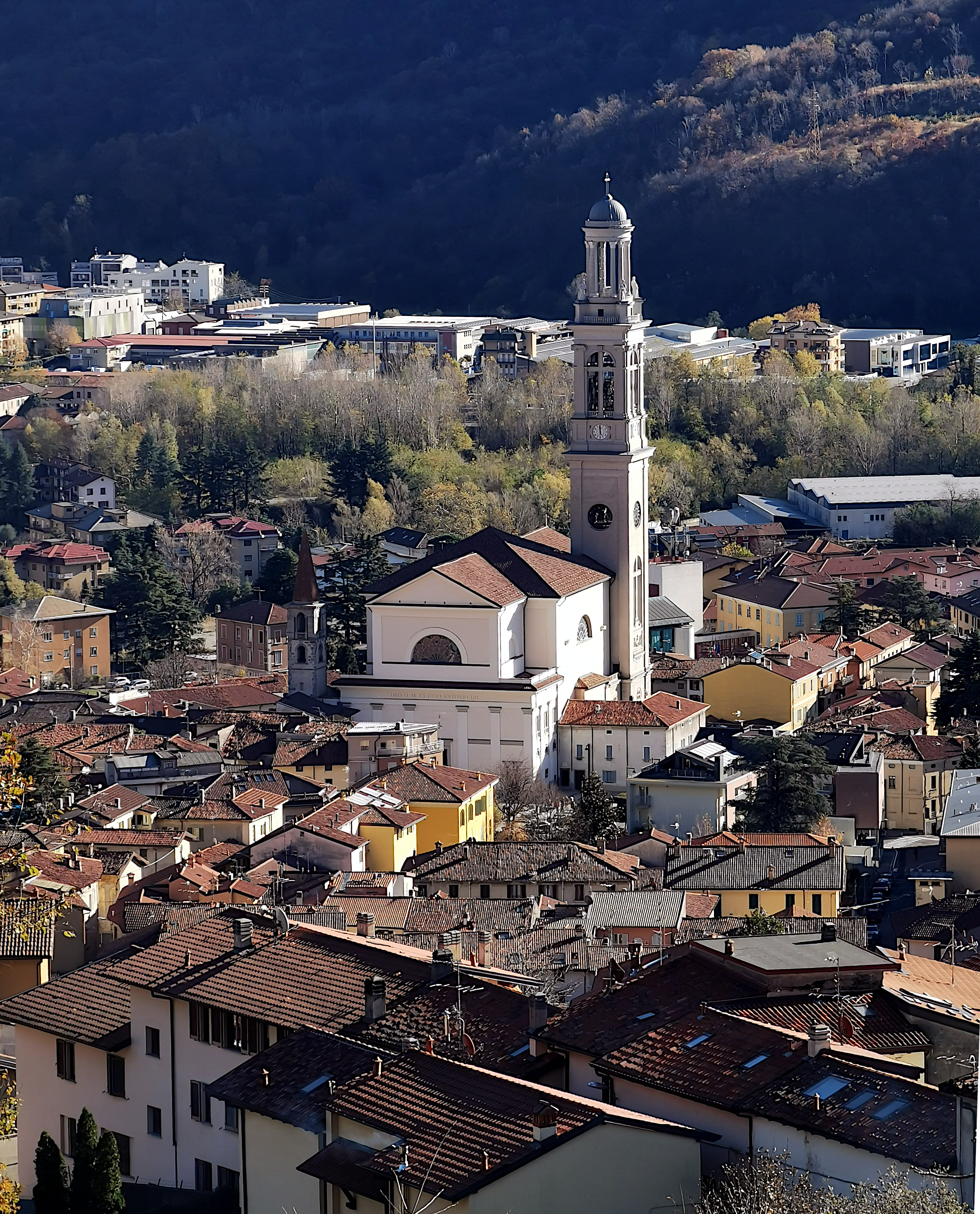
Vista di Valmadrera con la chiesa che domina le case

L'arcivescovo Carlo Borromeo decretò nel 1566 il trasferimento della parrocchialità nella chiesa di Sant'Antonio Abate in paese, che era stata costruita nel XV secolo e che venne ampliata in quegli stessi anni, con la conclusione dei lavori nel 1570; pochi anni dopo, nel 1574, la parrocchia passò dalla pieve di Garlate a quella di Olginate. La chiesa fu nuovamente ingrandita e ristrutturata tra il 1577 e il 1623.
Dalla relazione della visita pastorale del 1746 dell'arcivescovo Giuseppe Pozzobonelli si apprende che la parrocchiale, in cui avevano sede le due confraternite del Santissimo Sacramento e della Santa Croce, aveva come filiali gli oratori di San Gaetano, di San Rocco in località Caserta, di San Martino e di San Dionigi e che il numero dei fedeli era pari a 1362.
Nel 1782, dopo la deliberazione di riedificare dalle fondamenta la chiesa, l'architetto Clemente Isacci fu incaricato della stesura del progetto; i lavori iniziarono nel 1791, ma l'anno seguente, a causa della carenza di fondi, vennero sospesi. Nel 1806 l'architetto Giuseppe Pollack presentò un nuovo progetto, che però non ebbe seguito; l'opera riprese nel 1813 sotto la direzione dell'architetto Giuseppe Bovara, il cui disegno si basava su quello dell'Isacci, e nel 1817 la parrocchiale venne terminata. Negli anni seguenti si procedette alla decorazione e alla rifinitura e nel 1834 si arrivò finalmente alla consacrazione del luogo di culto. 
L'arcivescovo Andrea Carlo Ferrari, durante la sua visita del 1899, trovò che la parrocchiale di Sant'Antonio Abate, da cui dipendevano le chiese della Maternità di Maria Vergine Santissima in San Martino al Monte, di San Giuseppe, di San Rocco in Caserta, di San Dionigi e gli oratori di San Gaetano, di Maria Santissima Addolorata, di San Tommaso e di San Filippo, era sede della confraternita del Santissimo Sacramento e della Compagnia di San Luigi Gonzaga e che i fedeli ammontavano a 4600.
Nel 1926 fu posta la prima pietra del nuovo campanile, il cui disegno era stato redatto dall'architetto Giovanni Barboglio nel 1924; la torre, dopo alterne vicende, venne completata nel 1931.
Tra gli anni sessanta e settanta la chiesa venne a più riprese restaurata e consolidata; tra il 1971 e il 1972, con la riforma territoriale dell'arcidiocesi decretata dal cardinale Giovanni Colombo, la parrocchia passò dal vicariato di Olginate, contestualmente soppresso, al decanato di Lecco.
Nel 1981 la chiesa fu interessata dall'adeguamento liturgico postconciliare, in occasione del quale si provvide ad installare la nuova mensa rivolta verso l'assemblea e l'ambone.

## Descrizione

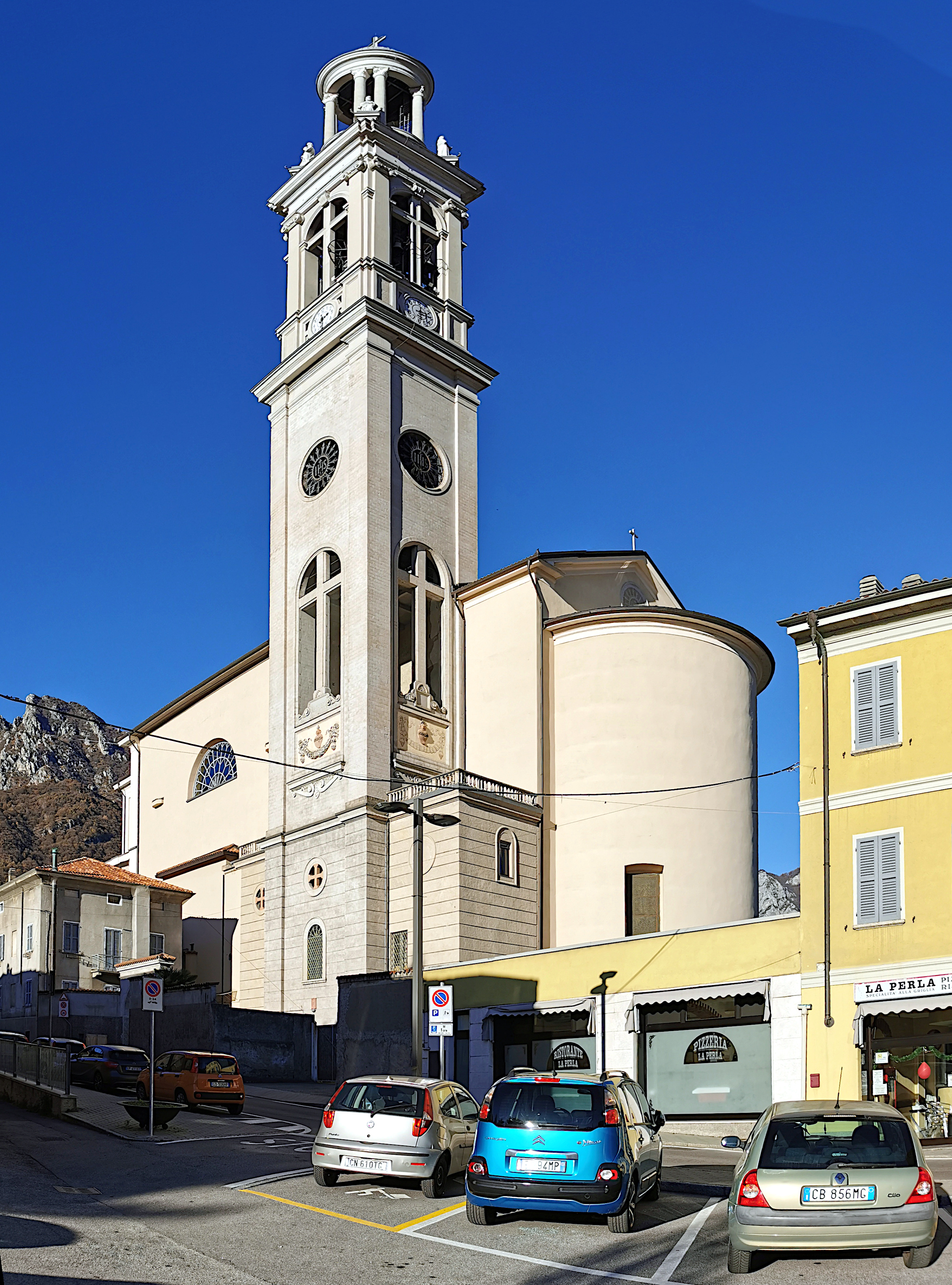
Il campanile novecentesco e l'abside della chiesa

### Facciata
La facciata a salienti della chiesa, che volge a nordovest, è suddivisa da una cornice marcapiano in due registri; quello inferiore, scandito da sei lesene con capitelli tuscanici, presenta i tre portali d'ingresso architravati e la scritta "Deo O. M. et Divo Antonio dic.", mentre quello superiore è caratterizzato da una finestra e coronato dal timpano triangolare.
Il vecchio campanile cinquecentesco, posto a sinistra della facciata della parrocchiale, presenta una doppia cella con monofore e serliane.
La torre novecentesca, che si eleva dietro la chiesa, è caratterizzata all'altezza della cella su ogni lato da un ampio finestrone con lesene laterali ed è coronata da una lanterna sormontata da cupolino.

### Interno
L'interno dell'edificio si compone di un'unica ampia navata, sulla quale si affacciano i bracci del transetto, introdotti da grandi archi a tutto sesto, e le cui pareti sono scandite da lesene e colonne sorreggenti la trabeazione modanata e aggettante sopra la quale si imposta la volta a botte; al termine dell'aula si sviluppa il presbiterio, introdotto dell'arco santo, ospitante l'altare maggiore e chiuso dall'abside di forma semicircolare.
Qui sono conservate diverse opere di pregio, tra le quali gli affreschi della volta e dei pennacchi, che rappresentano l'Apocalisse e le Virtù cardinali, eseguiti da Luigi Sabatelli tra il 1836 ed il 1845, la tela con soggetto Cristo Morente, dipinta dal monzese Mosè Bianchi nel 1879, la tela ritraente l'Assunta, firmato da Giuseppe Bertini, e la pala raffigurante il Crocifisso con la Vergine e san Giovanni, attribuito a Paolo Lomazzo.